# Југословени (музичка група)
Југословени су југословенски и српски рок бенд из Београда, основан 1986. године. Током каријере издали су 5 студијских албума и једну компилацију песама.

## Историја бенда

### 1986 — 1989
Бенд је основан 1986. године од стране Зорана Пауновића, бившег фронтмена бенда Магично Око. Југословени су свој први албум Дошло ми је да се напијем издали 1986. године у саставу: Зоран Пауновић (вокали), Ненад Маричић (гитара), Драган Латинчић (бас гитара) и Горан Милановић (бубњеви). На албуму су радили и Корнелије Ковач на клавијатури и Влада Неговановић на гитари. На албуму су се нашле песме које су обухватале социјалне теме из свакодневног живота, као и љубавне. Најпознатија песма са албума била је Југословени.
На снимању другог албума Вруће освежавајуће 1987. године учествовали су Влада Неговановић на гитари, Драгољуб Ђуричић на бубњевима, Теодор Јани (гитара), Зоран Радомировић (бас гитара) и Саша Локнер на клавијатурама.
Трећи албум Крици шапутања снимљен је 1988. године, а након тога бенд се распушта, 1989. године.

### 2006 — данас
Године 2006. Зоран Пауновић одрадио је старе песме бенда у поп фолк жанру и објавио их на новом албуму Југословена — Игралиште. Ипак, бенд се није званично поново ујединио до 2013. године, када су објавили албум Твоје име је љубав. У новој постави бенд су поред Пауновића, Горан Вранић (гитара), Дејан Максимовић (бубњеви) и Предраг Гостовић (бас гитара).

## Дискографија

### Студијски албуми
- Дошло ми је да се напијем (1986)
- Вруће освежавајуће (1987)
- Крици и шапутања (1988)
- Игралиште (2006)
- Твоје име је љубав (2013)

### Компилације
- Дошло ми је да се напијем (1997)